# Adnán Jashogyi
Adnán Jashogyi (en árabe: عدنان خاشقجي‎, /ʕædˈnæːn xæːˈʃuqdʒiː/; La Meca, 25 de julio de 1935-Londres, 6 de junio de 2017) fue un empresario y traficante de armas saudí de origen turco y sirio.
Su padre fue médico de la familia real saudí. Estudió economía en la Universidad Stanford.
Era conocido por sus contactos entre las élites tanto del mundo occidental como del árabe. Tuvo implicación en la Irán-Contra y en los escándalos de la Lockheed. Fue encarcelado en Estados Unidos. Considerado uno de los hombres más ricos del mundo en la década de 1980, estuvo en prisión por establecer negocios ilegales con el dictador filipino Ferdinand Marcos. Era tío de Dodi Al-Fayed; residente en Mónaco, tenía una mansión en Marbella. Cada verano, atracaba su yate Nabila en Puerto Banús.
El yate Nabila inspiró a la banda de rock británica Queen para escribir la canción "Khashoggi's Ship", publicada en su álbum The Miracle de 1989.